# Messe (Widor)

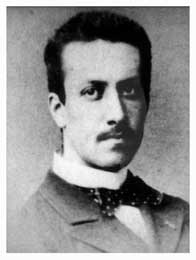
Charles-Marie Widor (um 1870)

Die Messe in fis-Moll op. 36 ist die einzige Messvertonung des französischen Komponisten Charles-Marie Widor. Das Werk für zwei Chöre und zwei Orgeln wurde für die Gegebenheiten in der Kirche Saint-Sulpice in Paris komponiert und dort erstmals aufgeführt.

## Geschichte
Entstehung und Uraufführung der Messe werden in der Literatur gelegentlich auf 1878 datiert, was aber nicht belegt ist. Die Opuszahl deutet auf eine Entstehung in der zweiten Hälfte der 1870er Jahre hin, die Drucklegung der Partitur erfolgte aber den Plattennummern des Verlags Hamelle zufolge erst 1885. Ein Kyrie, das bereits 1877 als Pflichtexemplar im Dêpot légal der Französischen Nationalbibliothek hinterlegt wurde, ist möglicherweise Teil dieser Messe.
1890 berichtete die Presse, dass die Messe jedes Jahr am dritten Sonntag im Januar in Saint-Sulpice aufgeführt wurde, zum Fest des Kirchenpatrons St. Sulpicius. Am 17. November 1918 dirigierte Widor die Messe in Notre-Dame anlässlich des Endes des Ersten Weltkriegs.
Laut dem Katalog des Verlags Hamelle erschien die Messe neben der originalen Instrumentation auch noch in drei Bearbeitungen, die allerdings nicht auffindbar sind:
- Arrangement für Trompeten und Posaunen
- Arrangement für Streichinstrumente anstelle der zweiten (Chor-)Orgel
- Arrangement für einen Chor und eine Orgel.[2]

Um die aufführungspraktischen Anforderungen abzumildern, legten auch andere Bearbeiter Arrangements für ein oder zwei Chöre und eine Orgel vor.
Mit ihrer Instrumentierung wurde die Messe zum Prototyp einiger ähnlich angelegter Werke von Louis Vierne (Messe solennelle, 1901), Léonce de Saint-Martin (Messe op. 13, um 1932) und Jean Langlais (Missa Salve Regina, 1954).

## Aufbau und Musik
Die Messe besteht aus fünf Sätzen (ohne Credo):
- Kyrie (Moderato, fis-Moll)
- Gloria (Vivace – Lento, D-Dur)
- Sanctus (Con brio, A-Dur)
- Benedictus (Più lento, A-Dur)
- Agnus Dei (Moderato, Fis-Dur)

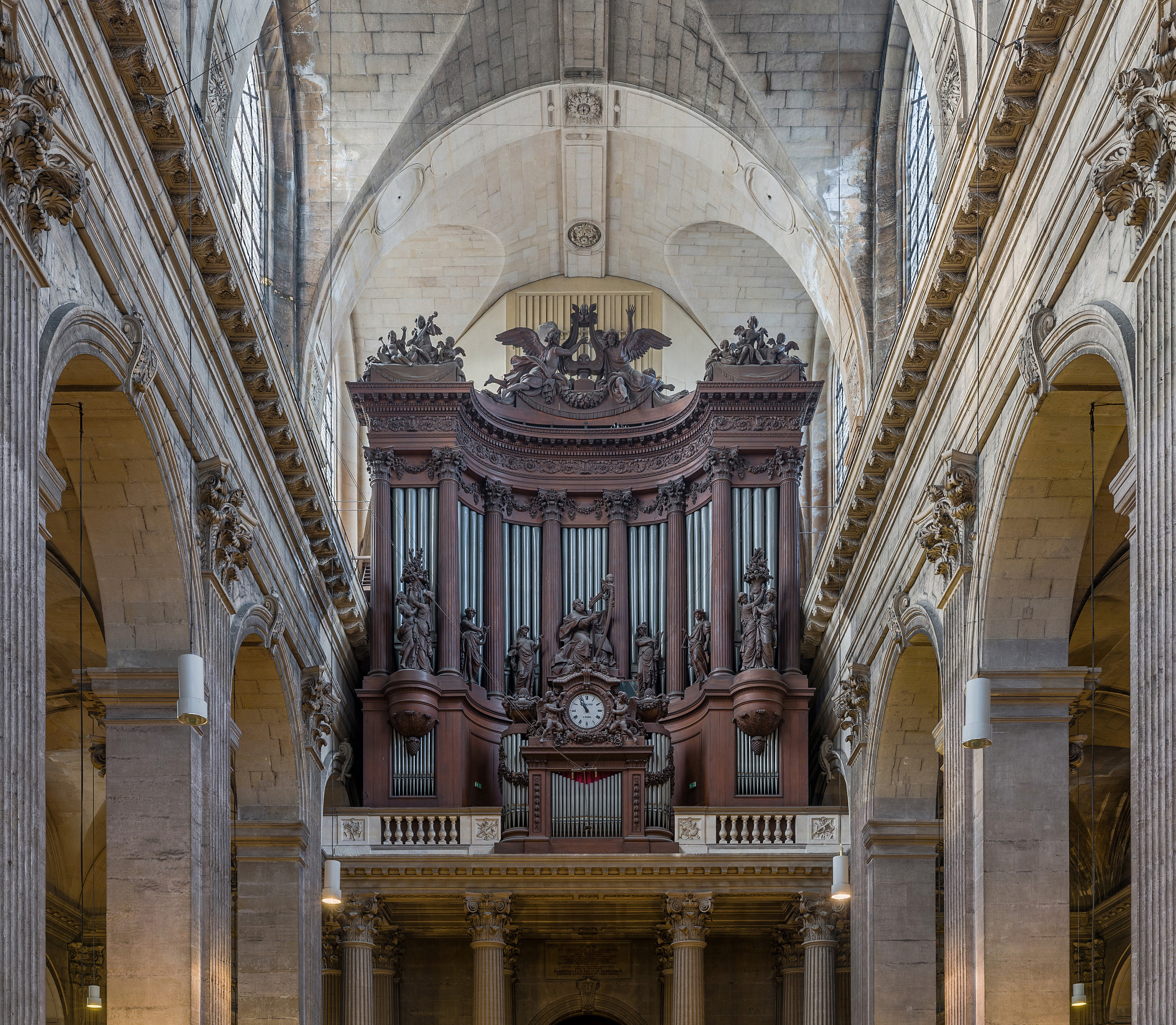
Grand Orgue, Saint-Sulpice, Paris

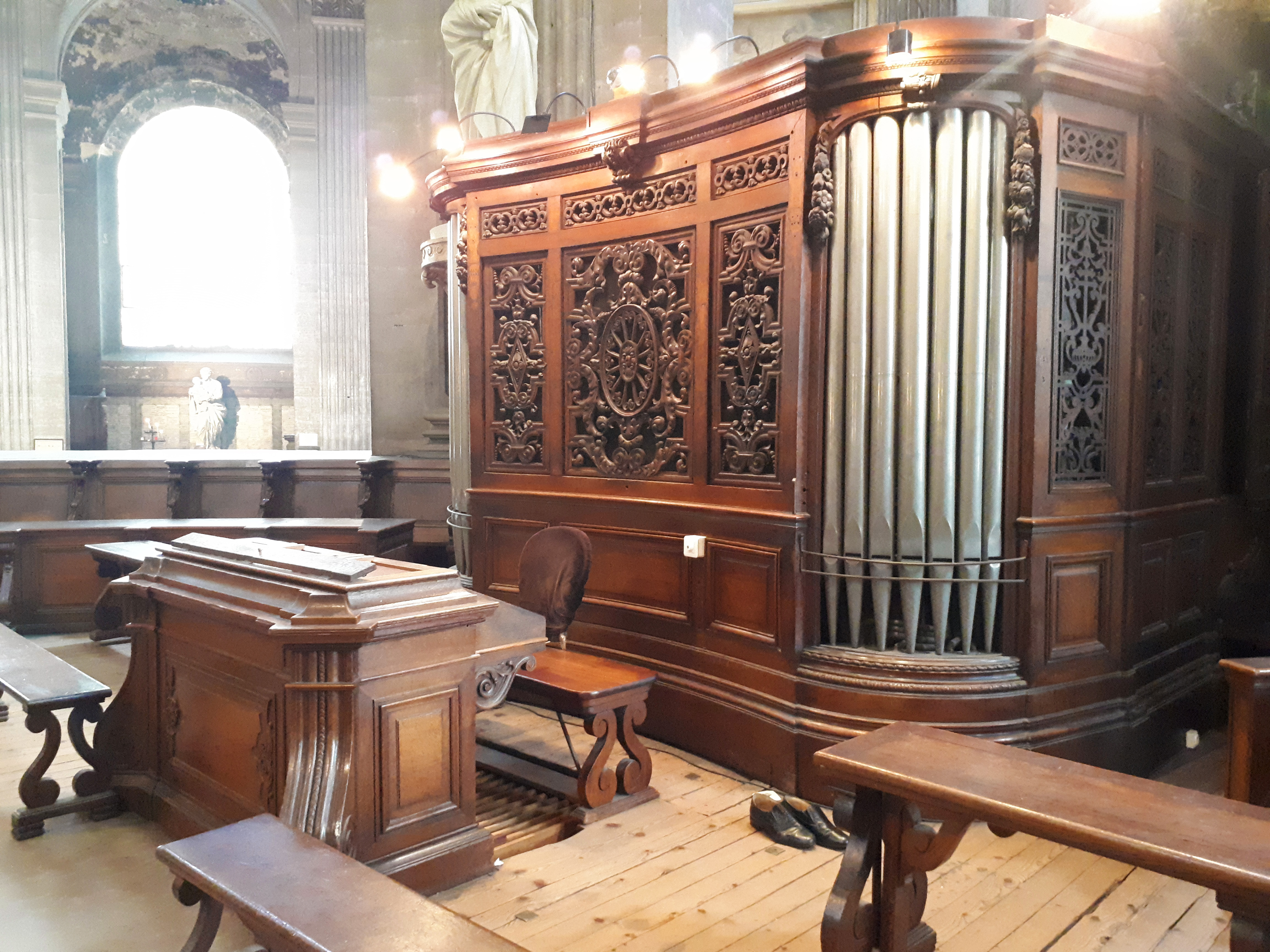
Chororgel, Saint-Sulpice, Paris

Charles-Marie Widor, der seit 1870 Titularorganist an Saint-Sulpice war, komponierte seine Messe auf die Bedingungen hin, die in dieser Kirche vorgegeben waren, nämlich das Vorhandensein von zwei sehr unterschiedlichen Orgeln an entgegengesetzten Orten des Kirchenschiffs sowie die Existenz von zwei Chören. Widor löste dieses Problem, wie schon bei seinen Motetten op. 18 und op. 23, indem er in Reminiszenz an die venezianische Mehrchörigkeit die Raumaufteilung der verschiedenen Musizierorte zur Basis seiner Komposition machte. Die Kirche besitzt eine Große Orgel (grand orgue) von François-Henri Clicquot, die Aristide Cavaillé-Coll 1862 erweiterte. Die Chororgel, die im Chor der Kirche den Chorgesang unterstützt, wurde von Cavaillé-Coll 1858 gebaut. Neben dem gemischten Chor von Saint-Sulpice, der seinerzeit aus 40 Knaben- und Männerstimmen bestand, war auch ein bis zu 200 Stimmen starker Männerchor von Seminaristen des Priesterseminars St. Sulpice in die Aufführungen einbezogen, deren Gesangspart über weite Strecken hin einstimmig (erst ab dem Sanctus auch geteilt) in Bariton-Lage komponiert ist. Diese denkbar einfache satztechnische Anlage lässt den Schluss zu, dass dieser Chor „vermutlich mehr Begeisterungsfähigkeit als Gesangstalent aufzuweisen hatte“.
Die große Orgel lässt im gesamten Werk die Ein- und Überleitungen erklingen, während die Chororgel meist die Chöre begleitet. Im Kyrie sind Anfang und Schlussteil marschartig gehalten und werden von der großen Orgel durch markante Einsätze und rhythmisch akzentuiertes Spiel vorangetrieben, während im lyrischeren Christe-Mittelteil die Chororgel die Begleitung alleine übernimmt. – Zeitgenössische Kritiken lobten vor allem das Agnus Dei als ein Juwel, das das Ordinarium transzendiere.
Widors Anliegen war es, den Glanz der Messliturgie zu verstärken, ohne diese unnötig in die Länge zu ziehen. Aus diesem Grund verzichtete der Komponist auch weitgehend auf Wortwiederholungen. Die Aufführungsdauer beträgt ca. 15 Minuten.

## Einspielungen
- Französische Chormusik mit zwei Orgeln. Münchner Madrigalchor, Franz Brandl. FSM FCD 97735. 1988.
- Liszt: Missa Choralis; Kodály: Pange Lingua; Widor: Messe, Op. 36. Knabenchor Hannover, Heinz Hennig. Ars musici 1129. 1995.
- Vierne: Messe solennelle; Widor: Messe à deux choeurs et deux orgues; Dupré: Quatre motets. Westminster Cathedral Choir, James O’Donnell. Hyperion CDA66898. 1997.
- Charles-Marie Widor: Messe fis-Moll op. 36; Symphonie Antique op. 83. Volker Hempfling. Motette 40181. 1997.
- Widor: Messe Solennelle; Vierne: Messe Solenelle. Chor von St. Augustin (Wien), Robert Rieder, Wolfgang Capek. Preiser Records STA 1005. 2013.
- Vierne, Widor, Langlais: Messen. Vokalensemble Kölner Dom, Winfried Bönig, Eberhard Metternich. Motette MT 50814. 2013.
- An Ebor Epiphany. York Minster Choir, Robert Sharpe. Regent REGCD 391. 2014.
- Charles-Marie Widor, Louis Vierne: Messes pour Chœurs et Orgues. Les Chantres Musiciens / Les Petits Chanteurs du Mont-Royal. ATMA Classique ACD 22718. 2015.